# フラグラー郡 (フロリダ州)
フラグラー郡（英: Flagler County）は、アメリカ合衆国フロリダ州のフロリダ半島北部の付け根に位置する郡である。人口は11万5378人（2020年）。郡庁所在地はバネルであり、同郡で人口最大の都市はパームコーストである。
フラグラー郡はデルトナ・デイトナビーチ・オーモンドビーチ大都市圏に含まれている。

## 歴史
フラグラー郡は1917年にセントジョンズ郡とボルーシャ郡の一部を合わせて設立された。郡名はフロリダ東海岸鉄道を建設したヘンリー・モリソン・フラグラーに因んで名付けられた。1974年、テーマパークのマルコ・ポーロ・パークが郡内の州間高速道路95号線近くでオープンしたが、一度も利益が出せず、間もなく閉鎖された。1988年、2つの山火事が1つにまとまって脅威となったとき、フラグラー郡全郡に退避命令がでた。フロリダ州で一時に1つの郡全体が待避するのは初めてのことであり、現在でもこの時のみである。フラグラー郡はスポーツが盛んであり、過去2年続けて3つの野球チームが州選手権に出場した。

## 地理
アメリカ合衆国国勢調査局に拠れば、郡域全面積は570.76平方マイル (1,478.3 km2)であり、このうち陸地485.00平方マイル (1,256.1 km2)、水域は85.77平方マイル (222.1 km2)で水域率は15.03%である。

### 交通

#### 主要高規格道路
- 州間高速道路95号線 [4]
- アメリカ国道1号線
- フロリダ州道A1A号線
- フロリダ州道11号線
- フロリダ州道20号線
- フロリダ州道100号線

#### 鉄道、航空、水運
- フロリダ東海岸鉄道が郡内の貨物を運んでいる
- フラグラー郡空港には商業便が発着していないが、民間、学生、事業用に使われている
- 沿岸内水路が郡東部を南北に通っており、貨物の積み出しやレジャー用に使われている

### 隣接する郡
- セントジョンズ郡 - 北
- ボルーシャ郡 - 南
- パットナム郡 - 西

### 公園と庭園
| - ベル・テレ公園 - ベティ・ステフリク保存地 - ビングス・ランディング - バード・オブ・パラダイス自然保存地 - ブル・クリーク・キャンプ場 - ビュロー・クリーク州立公園 - ビュロー・プランテーション跡地歴史州立公園 - タウンセンターのセントラルパーク - 子供博物館庭園 - ギャンブル・ロジャーズ記念州立レクリエーション地域 | - グラハム湿地保存地 - ホー・クリーク保存地/ ラッセル・ランディング - 英雄記念公園 - ハーシェル・キング公園 - ヒドン・トレイルズ公園 - ジェイムズ・F・ホランド記念公園 - ジャングル小屋公園 - リーハイ・トレイル - ロングス・ランディング・エスチュアリー - マラコンプラ公園 | - ムーディ・ホームステッド公園 - オールド・ディキシー公園 - オールド・ソルト公園 - パームコースト・コミュニティセンター & 公園 - パームコースト・リニア公園 - プリンセス・プレース保存地 - ラルフ・カーター公園 - リバー・トゥ・シー保存地 - セミノール・ウッズ・ニーバーフッド公園 - シェル・ブラフ公園 | - シルバー湖公園 - セントジョー歩道 - バーン公園 - 退役兵公園 - ワズワース公園 - ワシントン・オークス州立庭園 - ウォーターフロント公園 - ウィックライン公園 |

### 河川と水域
- 大西洋
- デッド湖
- クレセント湖
- 沿岸内水路
- マトランザス川
- ペリサー・クリーク

## 人口動態
以下は2000年国勢調査による人口統計データである。
| 基礎データ - 人口: 49,832人 - 世帯数: 21,294 世帯 - 家族数: 15,672 家族 - 人口密度: 40人/km2（103人/mi2） - 住居数: 24,452軒 - 住居密度: 19軒/km2（50軒/mi2） 人種別人口構成 - 白人: 87.27% - アフリカン・アメリカン: 8.83% - ネイティブ・アメリカン: 0.27% - アジア人: 1.17% - 太平洋諸島系: 0.02% - その他の人種: 0.96% - 混血: 1.47% - ヒスパニック・ラテン系: 5.09% 言語による構成 - 英語：90.1% - スペイン語：5.0% - ドイツ語：1.2% 年齢別人口構成 - 18歳未満: 17.9% - 18-24歳: 4.8% - 25-44歳: 20.3% - 45-64歳: 28.3% - 65歳以上: 28.6% - 年齢の中央値: 50歳 - 性比（女性100人あたり男性の人口） - 総人口: 92.1 - 18歳以上: 89.9 | 世帯と家族（対世帯数） - 18歳未満の子供がいる: 21.1% - 結婚・同居している夫婦: 62.8% - 未婚・離婚・死別女性が世帯主: 8.1% - 非家族世帯: 26.4% - 単身世帯: 21.6% - 65歳以上の老人1人暮らし: 12.0% - 平均構成人数 - 世帯: 2.32人 - 家族: 2.67人 収入と家計 - 収入の中央値 - 世帯: 40,214米ドル - 家族: 45,625米ドル - 性別 - 男性: 31,184米ドル - 女性: 24,865米ドル - 人口1人あたり収入: 21,879米ドル - 貧困線以下 - 対人口: 8.7% - 対家族数: 6.7% - 18歳未満: 15.7% - 65歳以上: 4.4% |

フラグラー郡は2000年から2005年の間で国内の郡の中では最も人口増加率の高いもの（53.3%）となった。2005年7月1日時点の推計人口は76,410人だった。

## 都市と町

### 法人化自治体
- バネル市 - 郡庁所在地
- パームコースト市
- フラグラービーチ市
- マリーンランド町
- ビバリービーチ町

### 未編入の町
| - フラグラーエステイツ（一部はセントジョンズ郡） - ハンモック - ペインターズヒル - エスパノーラ | - ビミニ - デュポン - コロナ - コディズコーナー | - フェイバレッタ - セントジョンズパーク - デイトナノース - リレイ |

## 政治
フラグラー郡は急速に人口が増加しているために、大統領選挙などで予測できない結果になることが多い。ただし近年の一般的な傾向は民主党支持の傾向がある。
| 年     | 共和党 | 民主党 | その他 |
| ------ | ------ | ------ | ------ |
| 2012年 | 53.2%  | 45.7%  | 1.1%   |
| 2008年 | 48.7%  | 50.2%  | 1.1%   |
| 2004年 | 51.0%  | 48.3%  | 0.7%   |
| 2000年 | 46.5%  | 51.3%  | 2.2%   |
| 1996年 | 41.0%  | 47.7%  | 11.3%  |
| 1992年 | 38.2%  | 40.9%  | 20.9%  |
| 1988年 | 60.3%  | 39.4%  | 0.3%   |

## 教育
フラグラー郡公共教育学区では約13,000人の児童生徒を教えている。高校はフラグラー・パームコースト高校とマタンザス高校の2校、中学校2校、小学校5校がある。他にセントエリザベス・アン・シートン・カトリック学校など私立学校が幾つかある。また、デイトナ州立カレッジがパームコーストに分校を置いている。

## 気候
| フラグラー郡の気候       | フラグラー郡の気候 | フラグラー郡の気候 | フラグラー郡の気候 | フラグラー郡の気候 | フラグラー郡の気候 | フラグラー郡の気候 | フラグラー郡の気候 | フラグラー郡の気候 | フラグラー郡の気候 | フラグラー郡の気候 | フラグラー郡の気候 | フラグラー郡の気候 | フラグラー郡の気候 |
| 月                       | 1月                | 2月                | 3月                | 4月                | 5月                | 6月                | 7月                | 8月                | 9月                | 10月               | 11月               | 12月               | 年                 |
| ------------------------ | ------------------ | ------------------ | ------------------ | ------------------ | ------------------ | ------------------ | ------------------ | ------------------ | ------------------ | ------------------ | ------------------ | ------------------ | ------------------ |
| 平均最高気温 °F （°C）   | 66 (19)            | 68 (20)            | 74 (23)            | 78 (26)            | 84 (29)            | 87 (31)            | 88 (31)            | 88 (31)            | 86 (30)            | 80 (27)            | 74 (23)            | 68 (20)            | 78 (26)            |
| 平均最低気温 °F （°C）   | 45 (7)             | 46 (8)             | 52 (11)            | 58 (14)            | 64 (18)            | 70 (21)            | 71 (22)            | 72 (22)            | 71 (22)            | 64 (18)            | 55 (13)            | 48 (9)             | 59 (15)            |
| 降水量 inch （mm）       | 3.1 (79)           | 3.8 (97)           | 3.6 (91)           | 2.4 (61)           | 3.6 (91)           | 5.5 (140)          | 5.5 (140)          | 6.3 (160)          | 6.1 (155)          | 3.7 (94)           | 2.3 (58)           | 3.0 (76)           | 48.9 (1,242)       |
| 出典：/cliMAIN.pl?ca6646 |                    |                    |                    |                    |                    |                    |                    |                    |                    |                    |                    |                    |                    |

### 政府関連
- Flagler County Board of County Commissioners official website
- Flagler County Supervisor of Elections
- Flagler County Property Appraiser
- Flagler County Sheriff's Office
- Flagler County Tax Collector

### 特殊地区
- Flagler County Public Schools
- St. Johns River Water Management District

### 司法関連
- Flagler County Clerk of Courts
- Public Defender, 7th Judicial Circuit of Florida serving Flagler, Putnam, St. Johns, and Volusia counties
- Office of the State Attorney, 7th Judicial Circuit of Florida
- Circuit and County Court for the 7th Judicial Circuit of Florida

### 観光
- Flagler County Tourist Development Council

座標: 北緯29度28分 西経81度18分 / 北緯29.47度 西経81.30度